# パク・ボム
パク・ボム（Park Bom、Park Boum、1984年3月24日 - ）は韓国の女性ポップ歌手である。韓国ソウル特別市で生まれて、アメリカ合衆国へ留学し、韓国に戻り、女性アイドルグループ「2NE1」のメンバーとしてデビューし、2NE1活動中はYGエンターテインメントと契約していた。2009年「You and I」でソロデビューした。現在はD-NATIONエンターテイメントと契約。
2006年にその経歴を開始しBIGBANG、レクシー、マスター・ウとレコーディングした。2009年に2NE1としてデビュー。EP『2NE1』の発売の後、彼女はソロシングル「You and I」を発表し、ガオンチャートで1位を獲得した。2014年7月1日、覚せい剤の一種であるアンフェタミンを密輸入しようとし、仁川空港税関に摘発された。
10代の米国留学当時、事故により友人を目の前で亡くすという精神的ダメージを負ったことによる治療のため、アンフェタミンが使われていたが、
米国の薬事法と韓国の薬事法では認可されている成分が異なることから、このような疑惑となった。
韓国では禁じられている薬品だったことから大々的に麻薬、密輸などと報道されたが、実際はボム自身のADD治療にあたり、米国の病院にて正式に処方された薬であったため、お咎めなしということで解決した。

## 人生と歌手経歴

### 生い立ち
ソウル市で生まれた。小学6年生の時にアメリカに留学。ロサンゼルスの中学卒業後、、メーン州の高校へ入学。レズリー大学に入学し、心理学を専攻した 。彼女は高校生の時にマライア・キャリーを通して音楽に夢中になった。歌手を目指したが両親の反対にあった。しかし、叔母からの励ましで、ボストンのバークリー音楽院に転入した。

### 2005年 - 2008年：初期の経歴
歌手を目指してYGエンターテイメントのオーディションを複数回受けたが、落選している。オーディションを初めて受けた3年後に、ようやく合格し、訓練生として入所した。そこで彼女は日本語と中国語を学んだ。BIG BANGの最も初期のシングル「We Belong Together」と「Forever With You」に参加。レクシーとレッド・ロックの「Baby Boy」「Along My Way」にそれぞれ参加。2006年に、イ・ヒョリと共にサムスンのCM『ANYSTAR』で主演。

### 2009年 - 現在：2NE1のデビューと「You and I」

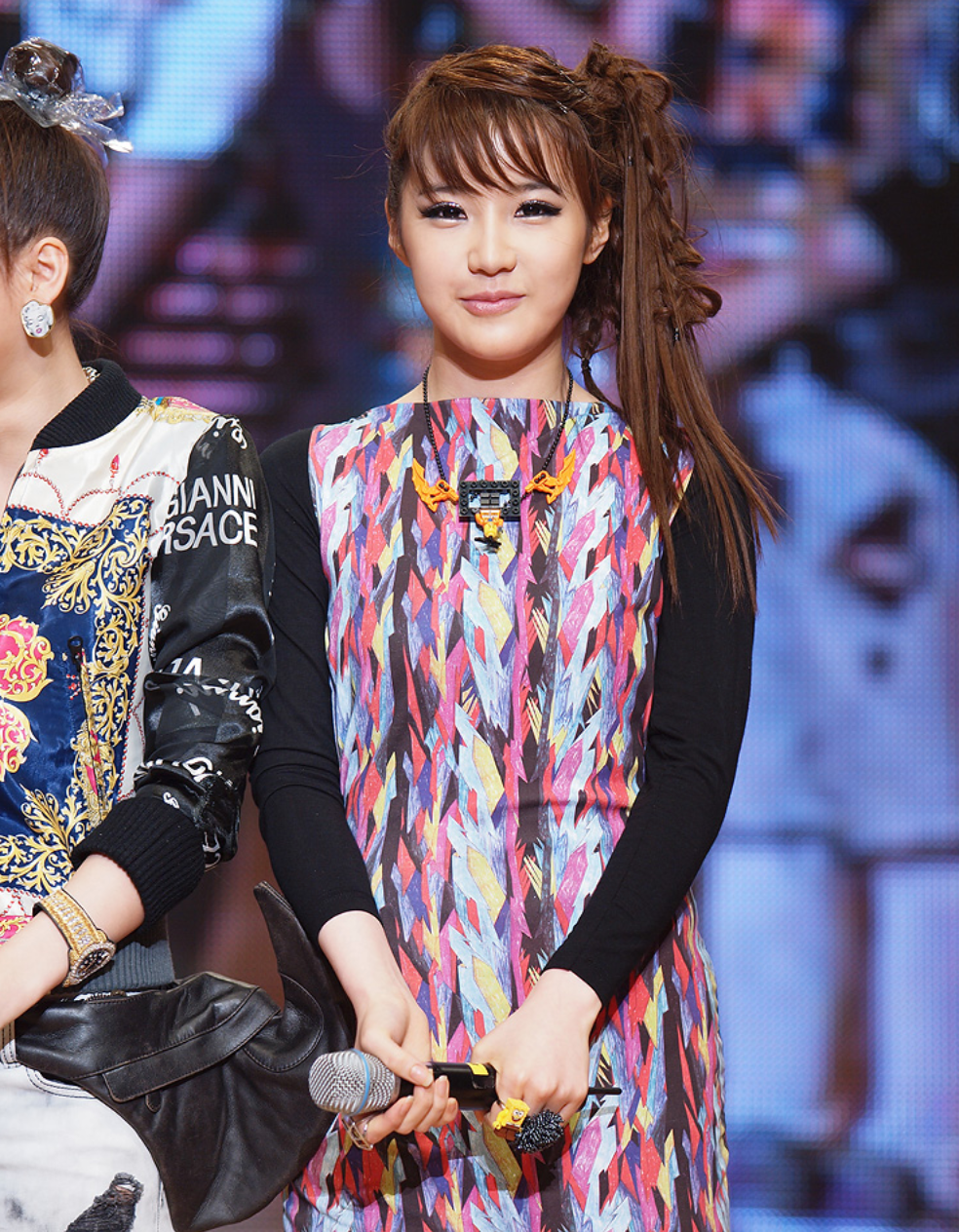
2009年

2009年前半にYGエンターテインメントのCEOヤン・ヒョンソクはボムを主役として4人組の女性グループのデビューを発表した。グループ名は「2NE1」（"21世紀の新しい進化"の意）と後に発表された。同年3月28日、BIG BANGとのコラボ曲「Lollipop」でデビュー。グループが単独で存続するかは、この時点では分かっていなかった。しかし、彼女らの正式なデビューシングル「Fire」が発売され、ガオンチャートで1位を獲得した。続いて発売されたプロモーションシングル「I Don't Care」、EP『2NE1』も同様の成功を収めた。
「I Don't Care」発売後、グループ活動を一時的に停止し、それぞれがソロ活動を開始した。ボムはシングル「You and I」でソロデビューし、ガオンチャートで11月の1ヶ月間連続1位を獲得した。また、2010年Mネット アジア・ミュージック・アワードで最優秀デジタルシングル賞を受賞した。2010年2月13日、シングル「Follow Me」を発売してグループ活動を再開させた。
2016年11月2NE1の解散とYGエンターテイメントとの専属契約を終了し、2018年7月にディネーションエンターテイメントと契約した。2019年3月13日シングルアルバム「Spring」でカムバックした。

## 音楽性と影響
彼女は力強い歌声を特徴とするポップ歌手である。彼女はアメリカの歌手マライア・キャリーを最も影響を受けた大好きな歌手として挙げている。また、ビヨンセの力強い歌声や強力なパフォーマンスにも影響を受けたと公言している。好きな音楽のジャンルはR&Bとヒップホップだと明かしている。

## 人物
身長165cm。信仰する宗教はキリスト教。特技は英語、日本語、ピアノ、フルート、チェロ演奏。姉は国際的に著名なチェロ奏者のパク・コウン。

## ディスコグラフィ

### シングル
| 2006年                                        | Anystar   | -- | なし                |
| 2009年                                        | YOU AND I | 1  | To Anyone           |
| 2011年                                        | Don't Cry | 1  | 2NE1 2nd Mini Album |
| "—"はチャート圏外かチャート対象外を意味する。 |           |    |                     |

#### 客演
| 2010                                          | OH YEAH(GD & TOP feat.パク・ボム) | 2 | GD & TOP |
| "—"はチャート圏外かチャート対象外を意味する。 |                                   |   |          |

### その他
- BIGBANG featuring パク・ボム – 「We Belong Together」「Forever With You」
- レクシー featuring パク・ボム– 「Baby Boy」
- レッド・ロック featuring マスター・ウ and パク・ボム– 「Along My Way」

## 受賞歴
| 年     | 対象      | 賞                                                             | 結果 |
| ------ | --------- | -------------------------------------------------------------- | ---- |
| 2009年 | You and I | サイワールド月間楽曲賞 - 7月度                                 | 受賞 |
| 2010年 | You and I | Mネット・アジア・ミュージックアワード 最優秀デジタルシングル賞 | 受賞 |